# Щербанівське
Щербáнівське — село в Україні, у Дорошівській сільській громаді Вознесенського району Миколаївської області. Населення становить 482 осіб. Колишній орган місцевого самоврядування — Мічурінська сільська рада.

## Відомі мешканці

### Народилися
Олекса́ндр Микола́йович Косте́нко (* 4 жовтня 1949, с. Щербанівське, Миколаївська область) — український вчений у галузі юриспруденції і філософії. Доктор юридичних наук, професор, завідувач відділу з проблем кримінального права, кримінології та судоустрою Інституту держави і права ім. В. М. Корецького НАН України. Академік Національної академії правових наук України. Кавалер ордена «За заслуги» III ступеня. Заслужений діяч науки і техніки України. Лауреат премії ім. М. П. Василенка Національної академії наук України (1995), премії імені Ярослава Мудрого (2005). Член Національної спілки журналістів України. Член редакційних колегій журналів «Право України», «Публічне право», «Вісник кримінального судочинства», щорічника «Правова держава».
Член спеціалізованих вчених рад Д 26.236.02 в Інституті держави і права імені В. М. Корецького НАН України та Д 26.001.05 у Київському національному університеті імені Тараса Шевченка. Автор понад 600 наукових і науково-публіцистичних праць (у тому числі 6 індивідуальних і 15 колективних монографій).

## Географія
На південно-східній околиці села бере початок Балка Бантишива.